# قائمة المناطق البيئية في الأردن
فيما يلي قائمة بالمناطق البيئية في الأردن كما حددها الصندوق العالمي للطبيعة (WWF).

## المناطق البيئية الأرضية
تقع الأردن في المنطقة القطبية الشمالية القديمة ، وتندرج المناطق البيئية حسب المجال الحيوي البيئي.

### الأراضي العشبية،السافانا،وأراضي الأشجار القمئية
- سهوب الشرق الأوسط

### الغابات المتوسطية
- غابات شرق البحر المتوسط

### الصحارىوأراضي الأشجار القمئيةالجافة
- الصحراء العربية
- صحراء بلاد الرافدين
- صحراء و شبه صحراء البحر الأحمر الاستوائية - نوبو - سنديان

## المناطق البيئية للمياه العذبة
- نهر الأردن
- أعماق الجزيرة العربية
- الساحل الجنوبي الغربي العربي

### المناطق البيئية البحرية
- شمال ووسط البحر الأحمر[2]